# Clarksville (Missouri)
Clarksville és una població dels Estats Units a l'estat de Missouri. Segons el cens del 2000 tenia 490 habitants.

## Demografia
Segons el cens del 2000, Clarksville tenia 490 habitants, 225 habitatges, i 134 famílies. La densitat de població era de 411,3 habitants per km².
Dels 225 habitatges en un 28% hi vivien nens de menys de 18 anys, en un 41,3% hi vivien parelles casades, en un 13,8% dones solteres, i en un 40,4% no eren unitats familiars. En el 35,6% dels habitatges hi vivien persones soles el 15,6% de les quals corresponia a persones de 65 anys o més que vivien soles. El nombre mitjà de persones vivint en cada habitatge era de 2,18 i el nombre mitjà de persones que vivien en cada família era de 2,78.
Per edats la població es repartia de la següent manera: un 25,3% tenia menys de 18 anys, un 8% entre 18 i 24, un 28% entre 25 i 44, un 20,4% de 45 a 60 i un 18,4% 65 anys o més.
L'edat mediana era de 36 anys. Per cada 100 dones de 18 o més anys hi havia 83,9 homes.
La renda mediana per habitatge era de 23.611 $ i la renda mediana per família de 29.375 $. Els homes tenien una renda mediana de 29.375 $ mentre que les dones 17.292 $. La renda per capita de la població era de 14.728 $. Entorn del 22,3% de les famílies i el 22,2% de la població estaven per davall del llindar de pobresa.

## Poblacions més properes
El següent diagrama mostra les poblacions més properes.